# Casuals United
Casuals United noto anche come UK Casuals United è un gruppo di protesta britannico di estrema destra. Il gruppo è fortemento legato alla English Defence League e si autodefinisce come "un'unione di tifoserie britanniche contro gli jihadisti".